# 释顺道
释顺道（？—？），前秦僧人，由前秦君王苻坚派遣向高句丽赠送佛像和经文，此后释顺道留在高句丽弘扬佛法。

## 人物事迹
释顺道原先在中原地区弘扬佛法。高句丽小兽林王二年夏六月（东晋咸安二年，即372年），苻坚派遣使者和释顺道前往高句丽赠送佛像和佛教经文，高句丽君王和大臣以礼相待，在都城外迎接前秦使者与释顺道。君臣们为僧人顺道的到来感到高兴，不久后小兽林王便派遣使者回谢苻坚。小兽林王五年春（375年），小兽林王创建肖门寺，来安置释顺道。在释顺道来到高句丽四年后，僧人释阿道从晋朝来到高句丽。释顺道和释阿道是佛教在高句丽流传的开始。